# 밤토끼
밤토끼는 2016년 10월에 설립되어 2018년 5월 23일까지 운영된 대한민국의 웹툰 불법 유통 사이트였다. 2018년 5월 23일에 운영자가 체포됨으로써 사이트는 폐쇄되었으나, 밤토끼 시즌2가 만들어져 현재까지 이어지고 있다.

## 개요
밤토끼는 다른 사이트에 올라온 유료 웹툰들을 추출 프로그램을 이용해 불법으로 추출한 후 업데이트하는 방식으로 운영되었다. 또한, 성인 취향의 웹툰 외에, 일본 성인 만화와 성인 포토툰까지 유통하고 있었다.
유료 웹툰들이 무료로 공개되면서 작가들의 삶에 치명적인 영향을 미쳤으며, 유사 사이트까지 우후죽순으로 생겨나게 함으로써 악순환이 시작되었는데, 이로 인한 피해 금액은 무려 2000억 원 이상에 이른다. 또한, 네이버 웹툰 김준구 대표는 “이런 상황이 이어진다면 유료 서비스는 폐지할 수밖에 없다.”고 밝힌 바 있다.

## 역사
밤토끼 운영자 허모 씨는 2016년 10월에 페이퍼 컴퍼니를 설립한 후, 미국에 서버를 장만하고, 인천의 오피스텔에 사무실을 마련하였다. 사무실에는 테스트 서버와 PC 여러 대를 구비하여 사이트 운영에 사용하였다.
허 씨는 원래 조력자 2명과 같이 작업을 하였는데, 대한민국 국내에 있는 1명은 자료 업로드를, 캄보디아에 있는 다른 한 조력자는 대포 통장 제공 및 관리를 맡아왔다.
2017년 이후로는 불법 도박사이트 광고 배너를 개제하여 광고 수익까지 챙겨 왔다.
2018년 5월 23일, 운영자가 검거되었고, 4개월 뒤인 2018년 9월 20일과 21일, 레진코믹스, 투믹스 등 웹툰 업체들은 각각 10억원의 손해배상을 청구하기로 했다.
2019년 이후로 밤토끼를 사칭하는 유사 웹툰이 다시 기승을 부리고 있다. 풍선 효과처럼 단속으로 한쪽을 잡으면 다른쪽에서 활동하게 되는것처럼 여전히 불법 웹툰은 활개를 치고 있다.